# Intel 80186
Intel 80186（インテル 80186）は、インテルが1982年6月に発表した、主として組み込みシステム向けのマイクロプロセッサ、ないしマイクロコントローラである。

## 特徴
同年2月に発表されていた80286のリアルモードと同様に、11個の命令が追加されている。しかし、80286以降のチップとは異なり、命令セットアーキテクチャの大幅な拡張はなく、8086と同世代のアーキテクチャである。にもかかわらず、80286よりも遅れて発表されたことについては、それだけ開発が難航した関係と言われている。
コアの拡張ではなく、周辺IC（クロックジェネレータ、割り込みコントローラ、タイマ、DMAC、チップセレクタ）をオンダイに組み込んでいることから、性格的にはマイクロコントローラに近く、組み込みシステム向けの特徴を備える。
一部命令の実行クロック数が削減されることにより、同一クロックで動作するi8086と比較して、約1.3倍程度の性能があるとされる（命令による）。

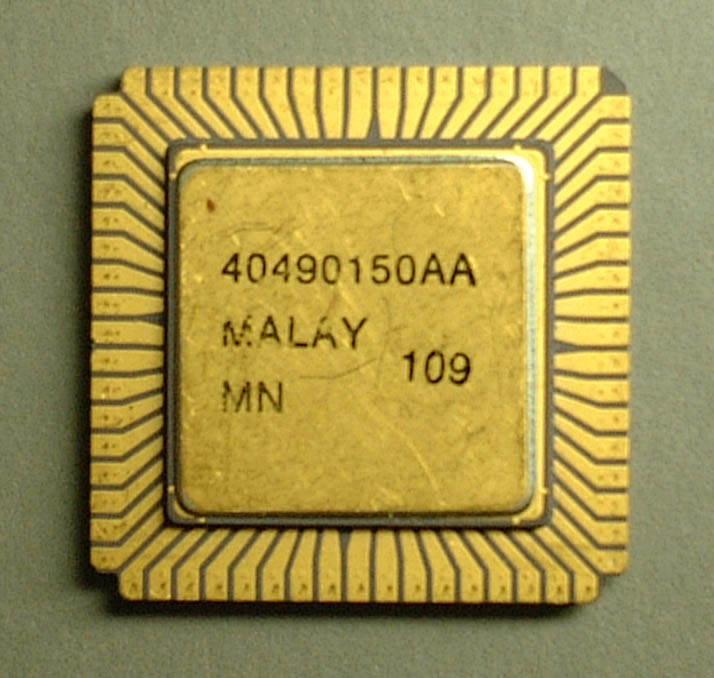
Intel 80186 裏面

写真の独特なパッケージ形状は CLCC（セラミック・リードレス・チップ・キャリア）と称されるもので、専用のソケットを用いなければ基板に実装できない。後に PLCC・QFP・PGA など他のパッケージも供給されるに伴い、パッケージ形状がそれぞれ R（CLCC）・ N（PLCC）・ S（QFP）・ A（PGA）とチップ名の先頭で区別された。
もっとも、IBM PC等で使用されているDMAC等とは互換性が無いため、パーソナルコンピュータ（PC）では、部品点数削減が重要なブック型パソコンで使用された程度である。
なお、同時期にNECが8086互換プロセッサとして展開していたVシリーズの中では、V35/V25が機能的に酷似している。

## 追加または仕様変更された命令
先行する80286に追加されていた新たな命令のうち、プロテクトモードや80287に関連しない汎用の命令11個が80186にも採用された。これらはもともと286命令の一部であるが、数字的に186より大きい数字のプロセッサで使用できるようになったことから、結果的に「186命令」などとされることもある。
```
ENTER … Make stack frame for procedure
LEAVE … High level procedure exit
PUSHA … Push all general registers
POPA … Pop all general registers
BOUND … Check array index against bounds
INS … Input string
INSB … Input string byte
INSW … Input string word
OUTS … Output string
OUTSB … Output string byte
OUTSW … Output string word
```

このほか80186/80286では以下の10命令に対しても、既存の命令に対してアドレッシングモードが追加されている。いずれもオペランドにイミディエイト（即値）が使えるようになった。なお、シフト/ローテイト命令ではビット数として指定できる有効な値が31以下に変更されており、それより大きな値を指定しても下位5ビット分しか認識されなくなった。
```
IMUL   Integer multiplication
PUSH   Push word onto stack
RCL    Rotate left through carry
RCR    Rotate right through carry
ROL    Rotate left
ROR    Rotate right
SAL    Shift arithmetic left
SHL    Shift left logical
SAR    Shift arithmetic right
SHR    Shift right logical
```

また、8086では8087命令の使用中はWAIT命令でCPUを止めておかなければならなかったが、80186では自動的にタイミングが調整されるようになり、8087命令の前に必ずしもWAIT命令を入れる必要はなくなった。

## その他の80186シリーズ
80188
外部データバス幅が8ビットのCPU。8086に対する8088にあたる。
18677
16MBのメモリを扱えるように機能拡張したもの。富士通、インテルジャパン共同開発。
80C186XL/80C188XL
80186/80188をCMOS化し高クロック (16MHz) 低消費電力化したもの
80C186Ex/80C188Ex
シリアルインターフェイス等の周辺ICをさらに追加し、3V動作、パワーマネジメント機能を追加。